# Cot Uteuen Langsa
Cot Uteuen Langsa är en kulle i Indonesien.   Den ligger i provinsen Aceh, i den västra delen av landet, 1 800 km nordväst om huvudstaden Jakarta. Toppen på Cot Uteuen Langsa är 148 meter över havet.
Terrängen runt Cot Uteuen Langsa är kuperad åt nordost, men åt sydväst är den platt. Terrängen runt Cot Uteuen Langsa sluttar västerut. Runt Cot Uteuen Langsa är det tätbefolkat, med 257 invånare per kvadratkilometer. Närmaste större samhälle är Banda Aceh, 12,4 km väster om Cot Uteuen Langsa. Omgivningarna runt Cot Uteuen Langsa är en mosaik av jordbruksmark och naturlig växtlighet.